# Skeletons (chanson de Stevie Wonder)
Pour les articles homonymes, voir Skeletons.
Singles de Stevie Wonder
Stranger On The Shore Of Love
(1987) You Will Know
(1987)
Skeletons est une chanson de l'auteur-compositeur-interprète Stevie Wonder sortie en 1987.
Issu de son album Characters, le single atteint notamment la première position du classement Billboard R&B Singles et lui permet d'obtenir deux nominations aux Grammy Awards en 1988.

## Contexte
La version longue de la chanson contient entre autres des extraits sonores du colonel Oliver North ("I am not ashamed of anything in my professional and personal conduct") et du président Ronald Reagan ("The United States has not made concessions to those who hold our people captive in Lebanon"), marquant la volonté de Wonder de montrer son opposition au gouvernement de Reagan.

### Versions
- Une première version longue sort en 33 tours (4593MG)[2] en septembre 1987[3]. Les chœurs de cette version sont précisés dans les crédits : Alexis England, Darryl Phinnessee, Dorian Holley (en), Keith John, Kevin Dorsey, Lynne Fiddmont, Melody McCully et Shirley Brewer.

1. Skeletons - 6:43
2. Skeletons (instrumental) - 6:43

- Une version plus courte sort en 45 tours (1907MF)[4] en octobre 1987[3]

1. Skeletons - 4:55
2. Skeletons (instrumental) - 4:55

## Clip vidéo
Stevie Wonder est assis devant le porche de sa maison, narrant les secrets de ses voisins. Karen Black interprète le rôle d'une mère et femme au foyer parfaite mais alcoolique. Un autre voisin est un homme d'affaires respecté, qui se travestit en privé. C'est ensuite le stéréotype de la girl next door qui est mis en avant, secrètement battue par son père. Enfin, on voit un jeune homme sportif et athlétique, dépendant de la cocaïne.
John Travolta effectue une brève apparition dans la séquence mettant en scène Karen Black,.
Le clip vidéo, réalisé par Greg Gold, est nommé pour un Soul Train Music Award en 1989 dans la catégorie 'Best R&B/Urban Contemporary Music Video'.

## Classement
| Classement (1987)                             | Meilleure position |
| --------------------------------------------- | ------------------ |
| États-Unis (Billboard Hot 100)                | 19                 |
| États-Unis (Billboard R&B Singles)            | 1                  |
| États-Unis (Billboard Dance Club Songs)       | 20                 |
| Royaume-Uni (The Official Charts Company)     | 59                 |
| Belgique (Ultratop 50 Singles néerlandophone) | 36                 |
| Pays-Bas (Nederlandse Top 40)                 | 72                 |
| Nouvelle-Zélande (New Zealand Chart)          | 39                 |

### Nominations et récompenses
La chanson est nommée pour deux Grammy Awards en 1988:
- Meilleure chanson R&B, battue par Lean on Me de Bill Withers,
- Meilleure performance vocale R&B masculine, battue par Just to See Her (en) de Smokey Robinson.

## Utilisation dans les médias
Sauf indication contraire, les informations mentionnées dans cette section peuvent être confirmées par la base de données cinématographiques IMDb,  présente dans la section « Liens externes ».
- En 1987, dans la série Campus Show (saison 1, épisode 4)[13],
- En 1988, dans le film Piège de cristal de John McTiernan,
- En 2013, dans la bande son du jeu vidéo Grand Theft Auto V.